# Canon Missae

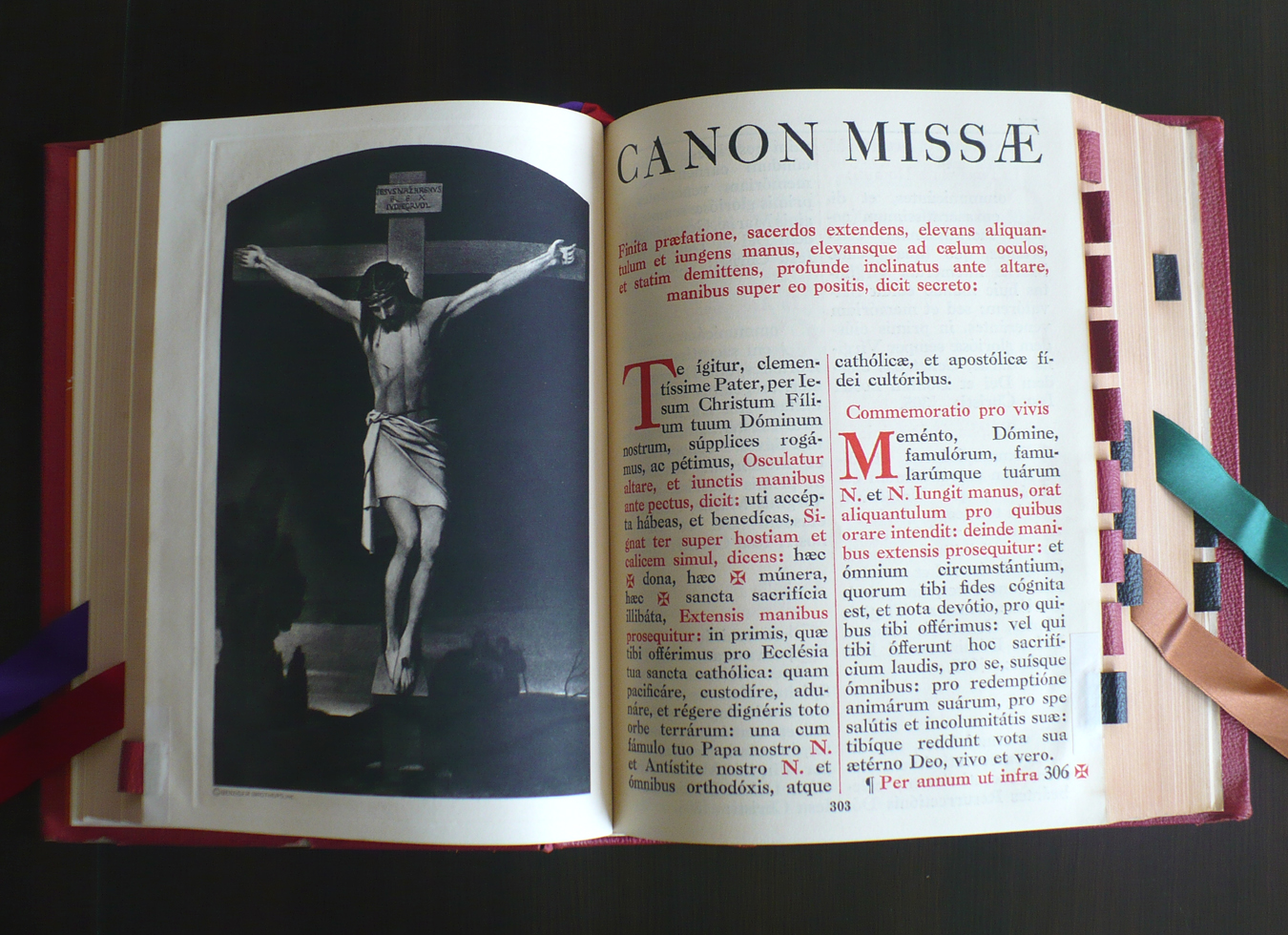
Beginn des Canon Missae im Missale Romanum von 1962

Der Canon Missae, genauer Canon Romanus oder römischer Messkanon (lateinisch canon, nach griechisch κανών ‚Richtschnur, Regel, Vorschrift‘,), heute erstes Hochgebet, ist ein eucharistisches Hochgebet des römischen Ritus. Das Gebet ist in Teilen bereits bei Ambrosius von Mailand bezeugt. Spätestens in den Sakramentaren des 7.–9. Jahrhunderts ist es zur Gänze belegt. Die weithin übliche und auch verständliche synonyme Benutzung der Begriffe Hochgebet und Kanon ist nicht ganz präzise: Als (eucharistisches) Hochgebet (prex eucharistica) wird das gesamte Gebet vom Eröffnungsdialog bis zur Schlussakklamation bezeichnet, während Kanon der Begriff für alle Teile nach dem Sanctus ist.

## Inhalt, Entstehung und Form
Der Priester dankt Gott über und für die eucharistischen Gaben, Brot und Wein, bringt sie ihm dar und erbittet deren Heiligung. Die versammelte Gemeinde bestätigt und bekräftigt dies mit ihrem „Amen“. Im Wirken des Heiligen Geistes werden die Gestalten von Brot und Wein nach katholischer Lehre in Leib und Blut Christi gewandelt.
Bis zur Liturgiereform, die Paul VI. im Auftrag des Zweiten Vatikanischen Konzils durchführte, war der Canon Romanus das einzige Hochgebet im Missale Romanum. Seit 1969 stehen weitere Hochgebets-Texte zur Auswahl. Der Canon Missae steht dabei als erstes Hochgebet in leicht reformierter Form an erster Stelle. Er unterscheidet sich von den anderen u. a. dadurch, dass erstens die Anamnese nach dem Sanctus (ohne vorangegangenes Post-Sanctus) durch Interzessionen unterbrochen wird, zweitens in den beiden Epiklesen nicht ausdrücklich um die Sendung des Heiligen Geistes über Brot und Wein sowie die Gemeinde, sondern um Segen und Annahme der Gaben gebetet wird (ohne dass hierbei der Heilige Geist als solcher genannt wird), und drittens mehrfach Interzessionen mit längerem Heiligengedächtnis aufgeführt werden, bei dem außer der Gottesmutter Maria, ihrem Bräutigam Josef (seit 1962) und den Aposteln römische Märtyrer und Märtyrinnen erwähnt werden. Der Canon Romanus erweist sich dadurch als speziell stadtrömisches Hochgebet.
Die Gläubigen waren während der Rezitation des Canon zum persönlichen Gebet oder Gesang angehalten. Auf die Wandlung wurde durch Schellenzeichen und durch die Elevation der Gaben aufmerksam gemacht. Während der Wandlung hatte Stille zu herrschen („Kanonstille“). Danach erklang seit dem 16. Jahrhundert oft Musik, indem zum Beispiel in Messkompositionen das Sanctus geteilt und der zweite Teil als eigener Satz (Benedictus) nach der Wandlung vorgetragen wurde; diese Zweiteilung kannte zwar das Missale Romanum von 1570 noch nicht, wohl aber das Caeremoniale Romanum von 1604. Es gibt jedoch auch Kompositionen nur für Orgel mit der Bezeichnung „per l’elevatione“ (für die Elevatio).
Der Canon Missae folgt in der heiligen Messe auf die Präfation mit der Akklamation des Sanctus und beginnt mit den lateinischen Worten Te igitur, clementissime Pater („Dich also, gütiger Vater“). Das T wurde in den alten Missalien regelmäßig als große Initiale in Kreuzesform gestaltet. Auf den Canon Missae folgt das Pater noster.

## Text
Im Text ist jeweils markiert, wo die Liturgie nach dem Missale Romanum von 1962 eine von der Form des Missale Papst Pauls VI. (1969) abweichende Textfassung verwendete. Dabei entsprechen die lateinische Fassung und die deutsche Fassung, soweit sie die geltende Form wiedergibt, dem jeweiligen Messbuch, während die deutsche Fassung, wo sie Abweichungen der früheren Form wiedergibt, eine inoffizielle Übersetzung darstellt.
| Latein | Deutsch |
| Te ígitur, clementíssime Pater, per Iesum Christum, Fílium tuum, Dóminum nostrum, súpplices rogámus, ac pétimus, uti accépta hábeas et benedícas hæc dona, hæc múnera, hæc sancta sacrifícia illibáta, in primis, quæ tibi offérimus pro Ecclésia tua sancta cathólica: quam pacificáre, custodíre, adunáre et régere dignéris toto orbe terrárum: una cum fámulo tuo Papa nostro N. et Antístite nostro N. et ómnibus orthodóxis, atque cathólicæ et apostólicæ fídei cultóribus. | Dich, gütiger Vater, bitten wir durch deinen Sohn, unseren Herrn Jesus Christus: Nimm diese heiligen, makellosen Opfergaben an und segne sie. Wir bringen sie dar vor allem für deine heilige katholische Kirche in Gemeinschaft mit deinem Diener, unserem Papst N., mit unserem Bischof N. und mit allen, die Sorge tragen für den rechten, katholischen und apostolischen Glauben. Schenke deiner Kirche Frieden und Einheit, behüte und leite sie auf der ganzen Erde. |
| Meménto, Dómine, famulórum famularúmque tuárum N. et N. et ómnium circumstántium, quorum tibi fides cógnita est et nota devótio, pro quibus tibi offérimus: vel qui tibi ófferunt hoc sacrifícium laudis, pro se suísque ómnibus: pro redemptióne animárum suárum, pro spe salútis et incolumitátis suæ: tibíque reddunt vota sua æterno Deo, vivo et vero. | Gedenke deiner Diener und Dienerinnen N. und aller, die hier versammelt sind. Herr, du kennst ihren Glauben und ihre Hingabe; für sie bringen wir dieses Opfer des Lobes dar, und sie selber weihen es dir für sich und für alle, die ihnen verbunden sind, für ihre Erlösung und für ihre Hoffnung auf das unverlierbare Heil. Vor dich, den ewigen, lebendigen und wahren Gott, bringen sie ihre Gebete und Gaben. |
| Communicántes, et memóriam venerántes, in primis gloriósæ semper Vírginis Maríæ, Genitrícis Dei et Dómini nostri Jesu Christi: sed et beati Joseph, eiusdem Virginis Sponsi, et beatórum Apostolórum ac Mártyrum tuórum, Petri et Pauli, Andréæ, ([OF: fakultativ] Iacóbi, Ioánnis, Thomæ, Iacóbi, Philíppi, Bartholomæi, Matthæi, Simónis, et Thaddæi: Lini, Cleti, Cleméntis, Xysti, Cornélii, Cypriáni, Lauréntii, Chrysógoni, Ioánnis et Pauli, Cosmæ et Damiáni:) et ómnium Sanctórum tuórum; quorum méritis precibúsque concédas, ut in ómnibus protectiónis tuæ muniámur auxílio. Per eúndem Christum, Dóminum nostrum. Amen. | In Gemeinschaft mit der ganzen Kirche gedenken wir deiner Heiligen: Wir ehren vor allem Maria, die glorreiche, allzeit jungfräuliche Mutter unseres Herrn und Gottes Jesus Christus. Wir ehren ihren Bräutigam, den heiligen Josef; deine heiligen Apostel und Märtyrer: Petrus und Paulus, Andreas, Jakobus, Johannes, Thomas, Jakobus, Philippus, Bartholomäus, Matthäus, Simon und Thaddäus, Linus, Kletus, Klemens, Xystus, Kornelius, Cyprianus, Laurentius, Chrysogonus, Johannes und Paulus, Kosmas und Damianus und alle deine Heiligen; blicke auf ihr heiliges Leben und Sterben und gewähre uns auf ihre Fürsprache in allem deine Hilfe und deinen Schutz. |
| Hanc ígitur oblatiónem servitútis nostræ, sed et cunctæ famíliæ tuæ, quæsumus, Dómine, ut placátus accípias: diésque nostros in tua pace dispónas, atque ab ætérna damnatióne nos éripi, et in electórum tuórum jubeas grege numerári. Per Christum, Dóminum nostrum. Amen. | Nimm gnädig an, o Gott, diese Gaben deiner Diener und deiner ganzen Gemeinde; ordne unsere Tage in deinem Frieden, rette uns vor dem ewigen Verderben und nimm uns auf in die Schar deiner Erwählten. |
| Quam oblatiónem tu, Deus, in ómnibus, quæsumus, benedíctam, adscríptam, ratam, rationábilem, acceptabilémque fácere dignéris: ut nobis Corpus et Sanguis fiat dilectíssimi Fílii tui, Dómini nostri Jesu Christi. | Schenke, o Gott, diesen Gaben Segen in Fülle und nimm sie zu eigen an. Mache sie uns zum wahren Opfer im Geiste, das dir wohlgefällt: zum Leib und Blut deines geliebten Sohnes, unseres Herrn Jesus Christus. |
| Qui prídie quam paterétur, accépit panem in sanctas ac venerábiles manus suas, et elevátis óculis in cælum ad te Deum, Patrem suum omnipoténtem, tibi grátias agens, benedíxit, fregit, dedítque discípulis suis, dicens: Accípite, et manducáte ex hoc omnes. HOC EST ENIM CORPUS MEUM, [1969:] QUOD PRO VOBIS TRADETUR. | Am Abend vor seinem Leiden nahm er das Brot in seine heiligen und ehrwürdigen Hände, erhob die Augen zum Himmel, zu dir, seinem Vater, dem allmächtigen Gott, sagte dir Lob und Dank, brach das Brot, reichte es seinen Jüngern und sprach: Nehmet und esset alle davon: Das ist mein Leib, [1969:] der für euch hingegeben wird. |
| Símili modo postquam cœnátum est, accípiens et hunc præclárum Cálicem in sanctas ac venerábiles manus suas: item tibi grátias agens, benedíxit, dedítque discípulis suis, dicens: Accípite, et bíbite ex eo omnes. HIC EST ENIM CALIX SÁNGUINIS MEI, NOVI ET ÆTÉRNI TESTAMÉNTI: [1962: MYSTÉRIUM FÍDEI:] QUI PRO VOBIS ET PRO MULTIS EFFUNDÉTUR IN REMISSIÓNEM PECCATÓRUM. Hoc fácite in méam commemoratiónem. [AOF stattdessen: Hæc quotiescúmque fecéritis, in mei memóriam faciétis.] [1969:] Mystérium fídei. (Volk:) Mortem tuam annuntiamus Domine, et tuam resurrectionem confitemur, donec venias.                           | Ebenso nahm er nach dem Mahl diesen erhabenen Kelch in seine heiligen und ehrwürdigen Hände, sagte dir Lob und Dank, reichte den Kelch seinen Jüngern und sprach: Nehmet und trinket alle daraus: Das ist der Kelch des neuen und ewigen Bundes, mein Blut, [1962: Geheimnis des Glaubens,] das für euch und für viele vergossen wird zur Vergebung der Sünden. Tut dies zu meinem Gedächtnis. [1962 stattdessen: Sooft ihr dieses tut, werdet ihr es zu meinem Gedächtnis tun.] [1969:] Geheimnis des Glaubens. (Volk:) Deinen Tod, o Herr, verkünden wir, und deine Auferstehung preisen wir, bis du kommst in Herrlichkeit.                                         |
| Unde et mémores, Dómine, nos servi tui, sed et plebs tua sancta, ejúsdem Christi Fílii tui, Dómini nostri, tam beátæ passiónis, nec non et ab ínferis resurrectiónis, sed et in cælos gloriósæ ascensiónis: offérimus præcláræ majestáti tuæ de tuis donis ac datis hóstiam puram, hóstiam sanctam, hóstiam immaculátam, Panem sanctum vitæ ætérnæ, et Cálicem salútis perpétuæ. | Darum, gütiger Vater, feiern wir, deine Diener und dein heiliges Volk, das Gedächtnis deines Sohnes, unseres Herrn Jesus Christus. Wir verkünden sein heilbringendes Leiden, seine Auferstehung von den Toten und seine glorreiche Himmelfahrt. So bringen wir aus den Gaben, die du uns geschenkt hast, dir, dem erhabenen Gott, die reine, heilige und makellose Opfergabe dar: das Brot des Lebens und den Kelch des ewigen Heiles. |
| Supra quæ propítio ac seréno vultu respícere dignéris: et accépta habére, sícuti accépta habére dignátus es múnera púeri tui justi Abel, et sacrifícium Patriárchæ nostri Abrahæ: et quod tibi óbtulit summus sacérdos tuus Melchísedech, sanctum sacrifícium, immaculátam hóstiam. | Blicke versöhnt und gütig darauf nieder und nimm sie an wie einst die Gaben deines gerechten Dieners Abel, wie das Opfer unseres Vaters Abraham, wie die heilige Gabe, das reine Opfer deines Hohenpriesters Melchisedech. |
| Súpplices te rogámus, omnípotens Deus: iube hæc perférri per manus sancti Angeli tui in sublíme altáre tuum, in conspéctu divínæ majestátis tuæ: ut, quotquot ex hac altáris participatióne sacrosánctum Fílii tui Corpus, et Sánguinem sumpsérimus, omni benedictióne cælésti et grátia repleámur. ([1967: fakultativ] Per [1962: eúndem] Christum, Dóminum nostrum. Amen.) | Wir bitten dich, allmächtiger Gott: Dein heiliger Engel trage diese Opfergabe auf deinen himmlischen Altar vor deine göttliche Herrlichkeit; und wenn wir durch unsere Teilnahme am Altar den heiligen Leib und das Blut deines Sohnes empfangen, erfülle uns mit aller Gnade und allem Segen des Himmels. |
| Meménto étiam, Dómine, famulórum famularúmque tuárum N. et N., qui nos præcessérunt cum signo fídei, et dórmiunt in somno pacis. Ipsis, Dómine, et ómnibus in Christo quiescéntibus locum refrigérii, lucis et pacis ut indúlgeas, deprecámur. ([1967: fakultativ] Per [1962: eúndem] Christum, Dóminum nostrum. Amen.) | Gedenke auch deiner Diener und Dienerinnen (N.), die uns vorausgegangen sind, bezeichnet mit dem Siegel des Glaubens, und die nun ruhen in Frieden. Wir bitten dich: Führe sie und alle, die in Christus entschlafen sind, in das Land der Verheißung, des Lichtes und des Friedens. |
| Nobis quoque peccatóribus fámulis tuis, de multitúdine miseratiónum tuárum sperántibus, partem áliquam et societátem donáre dignéris, cum tuis sanctis Apóstolis et Martýribus: cum Ioánne, Stéphano, Matthía, Bárnaba, ([1962: fakultativ] Ignátio, Alexándro, Marcellíno, Petro, Felicitáte, Perpétua, Agatha, Lúcia, Agnéte, Cæcília, Anastásia,) et ómnibus Sanctis tuis: intra quorum nos consórtium, non æstimátor mériti, sed véniæ, quæsumus, largítor admítte. Per Christum, Dóminum nostrum. | Auch uns, deinen sündigen Dienern, die auf deine reiche Barmherzigkeit hoffen, gib Anteil und Gemeinschaft mit deinen heiligen Aposteln und Märtyrern: Johannes, Stephanus, Matthias, Barnabas ([1967: fakultativ] Ignatius, Alexander, Marcellinus, Petrus, Felicitas, Perpetua, Agatha, Luzia, Agnes, Cäcilia, Anastasia) und mit allen deinen Heiligen; wäge nicht unser Verdienst, sondern schenke gnädig Verzeihung und gib uns mit ihnen das Erbe des Himmels. Darum bitten wir dich durch unseren Herrn Jesus Christus. |
| Per quem hæc ómnia, Dómine, semper bona creas, sanctíficas, vivíficas, benedícis et præstas nobis. Per ipsum, et cum ipso, et in ipso est tibi Deo Patri omnipoténti in unitáte Spíritus Sancti omnis honor, et glória per ómnia sæcula sæculórum. Amen. | Denn durch ihn erschaffst du immerfort all diese guten Gaben, gibst ihnen Leben und Weihe und spendest sie uns. Durch ihn und mit ihm und in ihm ist dir, Gott, allmächtiger Vater, in der Einheit des Heiligen Geistes alle Herrlichkeit und Ehre jetzt und in Ewigkeit. Amen. |